# Taeniopteryx kuehtreiberi
Taeniopteryx kuehtreiberi is een steenvlieg uit de familie vroege steenvliegen (Taeniopterygidae). De wetenschappelijke naam van de soort is voor het eerst geldig gepubliceerd in 1950 door Aubert.